# ホワイトスモーク (色)
ホワイトスモーク（White smoke）とは、ゲインズボロや白に近い色で無彩色の一種。

## 近似色
- ゲインズボロ
- 白